# Fernando Muñoz García (futbolista valencià)
|  | Aquest article tracta sobre el futbolista valencià. Si cerqueu el futbolista andalús, vegeu «Fernando Muñoz García». |

Ferran Muñoz García, conegut futbolísticament com a Fernando, (Sagunt, 8 de novembre de 1925 - ?) fou un futbolista valencià de les dècades de 1940 i 1950.
Començà a destacar al CD Acero de la seva ciutat Sagunt, i a continuació a l'Imperial CF de Murcia i al Cadis CF durant la temporada 1948-49. Ingressà al RCD Espanyol, on hi jugà durant dues temporades (1949 a 1951) amb 13 partits jugats a primera divisió. Posteriorment fou jugador del CE Alcoià, a Segona, el Reial Oviedo, novament a Primera, i acabà la seva carrera al Caudal Deportivo, amb el qual jugà a Segona Divisió entre 1953 i 1956.